# Straight Shooter (album)

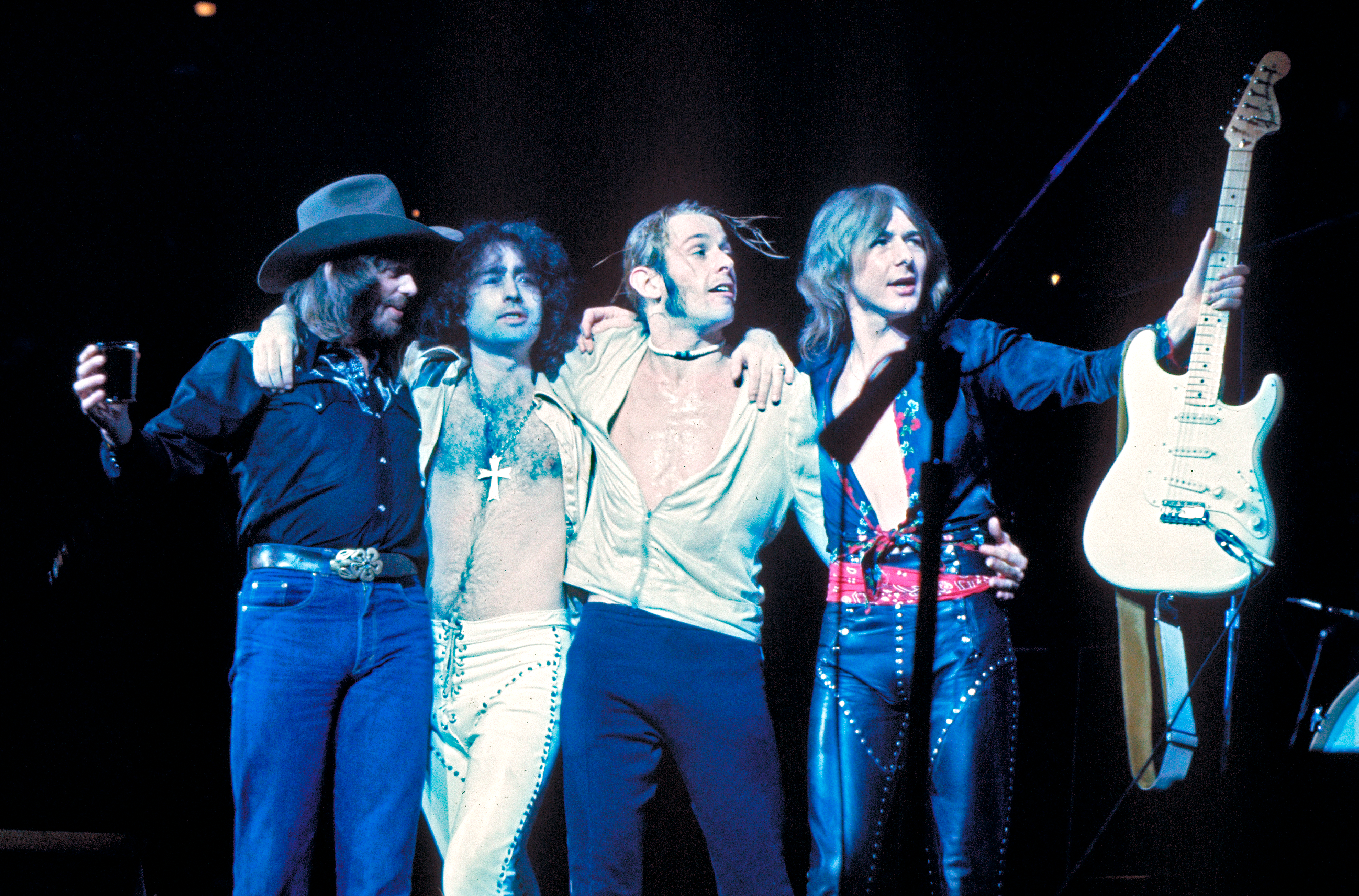
Bad Company.

Pour les articles homonymes, voir Straight Shooter.
Albums de Bad Company
Bad Company
(1974) Run With the Pack
(1976)
Singles
1. Good Lovin' Gone Bad
Sortie : mars 1975
2. Feel Like Makin' Love
Sortie : août 1975

Straight Shooter est le deuxième album du groupe britannique de rock Bad Company. Il est sorti le 2 avril 1975 sur le label Island Records en Europe et sur Swan Song Records en Amérique du Nord et a été produit par le groupe.

## Historique
L'album est enregistré en septembre 1974 à Clearwell Castle, dans le comté de Gloucestershire en Angleterre, avec l'aide du studio mobile de Ronnie Lane (ex - Small Faces).
Deux singles sont tirés de l'album : Good Lovin' Gone Bad (US# 36, UK# 31, FR# 62) de Mick Ralphs puis, quatre mois plus tard, le grand succès Feel Like Makin' Love (US# 10, UK# 20), une composition de Paul Rodgers et Mick Ralphs. 
L'album se classe respectivement à la 3e place dans les charts britanniques, du Billboard 200 aux États-Unis et au Canada. En 1991, il est certifié triple disque de platine aux USA pour la vente de plus de trois millions d'albums. En France, il reste classé onze semaines et atteint une 13e meilleure place.
Comme pour l'album Bad Company, la pochette de l'album est signée Hipgnosis, reconnu pour son travail avec Pink Floyd et Alan Parsons Project.

## Liste des titres
Face 1
| No | Titre                 | Auteur               | Durée |
| -- | --------------------- | -------------------- | ----- |
| 1. | Good Lovin' Gone Bad  | Mick Ralphs          | 3:35  |
| 2. | Feel Like Makin' Love | Paul Rodgers, Ralphs | 5:12  |
| 3. | Weep No More          | Simon Kirke          | 3:59  |
| 4. | Shooting Star         | Rodgers              | 6:14  |

Face 2
| No | Titre                  | Auteur          | Durée |
| -- | ---------------------- | --------------- | ----- |
| 5. | Deal with the Preacher | Rodgers, Ralphs | 5:01  |
| 6. | Wild Fire Woman        | Rodgers, Ralphs | 4:32  |
| 7. | Anna                   | Kirke           | 3:41  |
| 8. | Call on Me             | Rodgers         | 6:03  |

### Disc bonus réédition 2015
| No  | Titre                                                  | Auteur                              | Durée |
| --- | ------------------------------------------------------ | ----------------------------------- | ----- |
| 1.  | Good Lovin' Gone Bad (Alternate Vocal & Guitar)        | Ralphs                              | 3:21  |
| 2.  | Feel Like Makin' Love (Take Before Master)             | Rodgers, Ralphs                     | 5:44  |
| 3.  | Weep No More (Early Slow Version)                      | Kirke                               | 5:07  |
| 4.  | Shooting Star (Alternate Take)                         | Rodgers                             | 5:33  |
| 5.  | Deal with the Preacher (Early Version)                 | Rodgers, Ralphs                     | 5:40  |
| 6.  | Anna (Alternate Vocal)                                 | Kirke                               | 3:42  |
| 7.  | Call on Me (Alternate Take)                            | Rodgers                             | 5:45  |
| 8.  | Easy on My Soul (Slow Version)                         | Rodgers                             | 6:47  |
| 9.  | Whiskey Bottle (Early Slow Version)                    | Rodgers, Ralphs, Kirke, Boz Burrell | 3:45  |
| 10. | See the Sunlight (Titre inédit)                        | Rodgers, Ralphs                     | 4:40  |
| 11. | All Night Long (Titre inédit)                          | Rodgers                             | 4:47  |
| 12. | Wild Fire Woman (Alternate Vocal & Guitar)             | Rodgers, Ralphs                     | 4:10  |
| 13. | Feel like Makin' Love (Version avec harmonica)         | Rodgers, Ralphs                     | 5:52  |
| 14. | Whiskey Bottle (Face-B du single Good Lovin' Gone Bad) | Rodgers, Ralphs, Kirke, Burrell     | 3:48  |

## Musiciens
- Paul Rodgers : chant, guitare, piano
- Mick Ralphs : guitare, claviers
- Boz Burrell : basse
- Simon Kirke : batterie

Musicien additionnel
- Jimmy Horowitz : cordes sur Weep no More

## Classements et certifications

### Classements de l'album
| Pays             | Durée du classement | Meilleur classement |
| ---------------- | ------------------- | ------------------- |
| Allemagne        | 1 semaine           | 47e                 |
| Canada           | 25 semaines         | 3e                  |
| États-Unis       | 33 semaines         | 3e                  |
| France           | 11 semaines         | 13e                 |
| Norvège          | 8 semaines          | 6e                  |
| Nouvelle-Zélande | 20 semaines         | 13e                 |
| Pays-Bas         | 3 semaines          | 19e                 |
| Royaume-Uni      | 27 semaines         | 3e                  |

### Certifications de l'album
| Pays        | Certification | Ventes      | Date       |
| ----------- | ------------- | ----------- | ---------- |
| Canada      | Or            | 50 000 +    | 01/04/1977 |
| États-Unis  | 3 × Platine   | 3 000 000 + | 30/09/1991 |
| Royaume-Uni | Or            | 100 000 +   | 01/04/1975 |

### Classements des singles
| Date | Single                | Chart              | Position |
| ---- | --------------------- | ------------------ | -------- |
| 1975 | Good Lovin' Gone Bad  | Hot 100            | 36e      |
| 1975 | Good Lovin' Gone Bad  | RPM Top Singles    | 48e      |
| 1975 | Good Lovin' Gone Bad  | Top 100            | 62e      |
| 1975 | Good Lovin' Gone Bad  | UK Singles Chart   | 31e      |
| 1975 | Feel Like Makin' Love | Hot 100            | 10e      |
| 1975 | Feel Like Makin' Love | RPM Top Singles    | 5e       |
| 1975 | Feel Like Makin' Love | UK Singles Chart   | 20e      |
| 1975 | Feel Like Makin' Love | RMNZ Singles Top40 | 2e       |